# Nefed'ev (Mondkrater)
Nefedʹev ist ein Einschlagkrater auf der Mondrückseite.

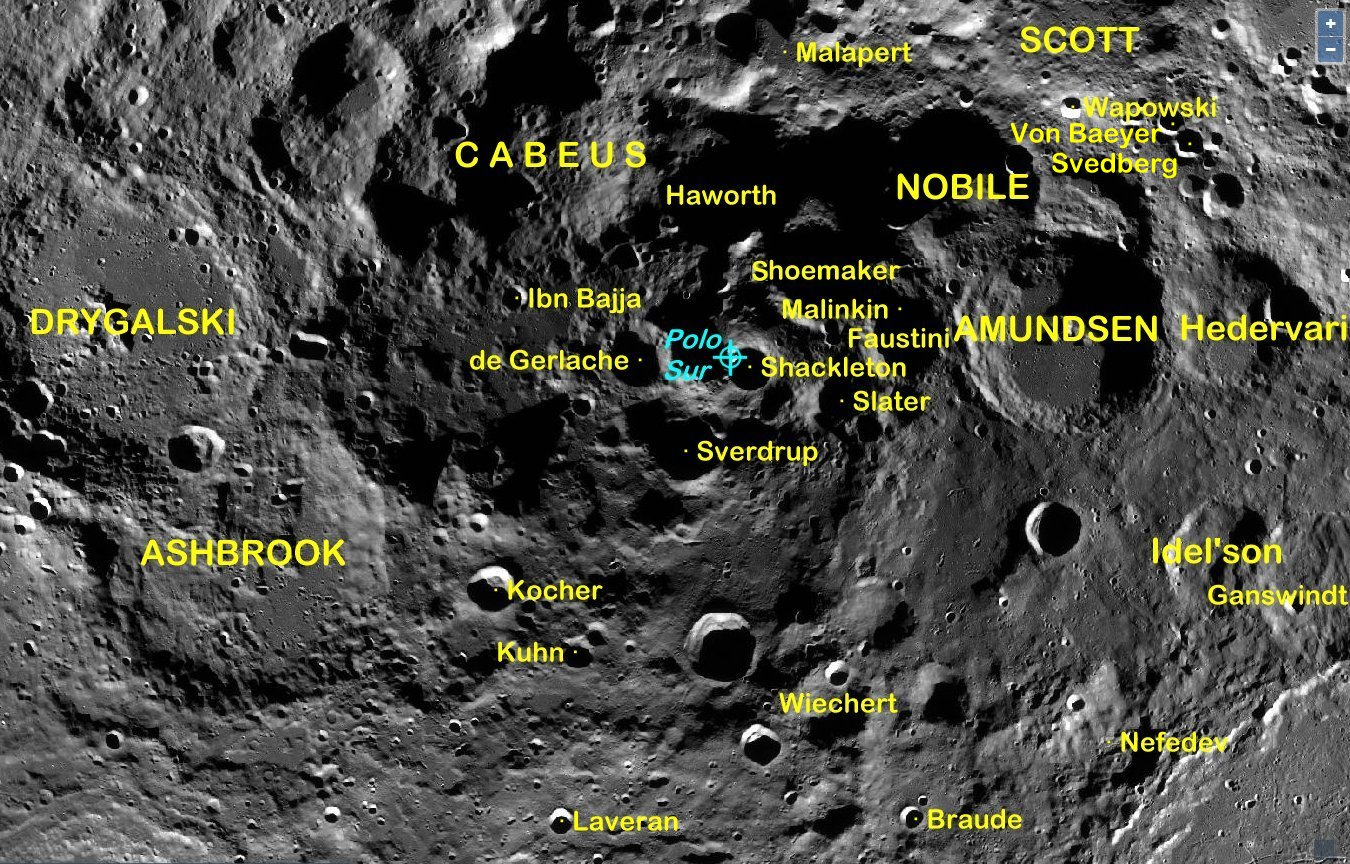
Südpolregion, Nefed'ev unten rechts

Der Krater Nefedʹev liegt in der Südpolregion auf der erdabgewandten Seite des Mondes, am Südrand des riesigen Kraters Schrödinger, zwischen Idel'son im Westen und Braude im Osten.
Der Krater wurde 2009 von der IAU offiziell nach dem sowjetischen Astronomen Anatoli Alexejewitsch Nefedjew benannt. Der Apostroph im Namen weist auf ein Weichheitszeichen im russischen Namen hin, das in der deutschen Transliteration durch das j wiedergegeben wird.